# Indri llanós oriental
L'indri llanós oriental (Avahi laniger) és una espècie de primat nadiua de Madagascar, on viu en boscos humits. Aquest animal nocturn pesa 1-1,3 kg i arriba a mesura 27-29 cm, amb una cua de 33-37 cm. La seva dieta es compon principalment de fulles.
Es tracta d'un animal monògam que viu amb la seva família i la seva prole.

## Referències

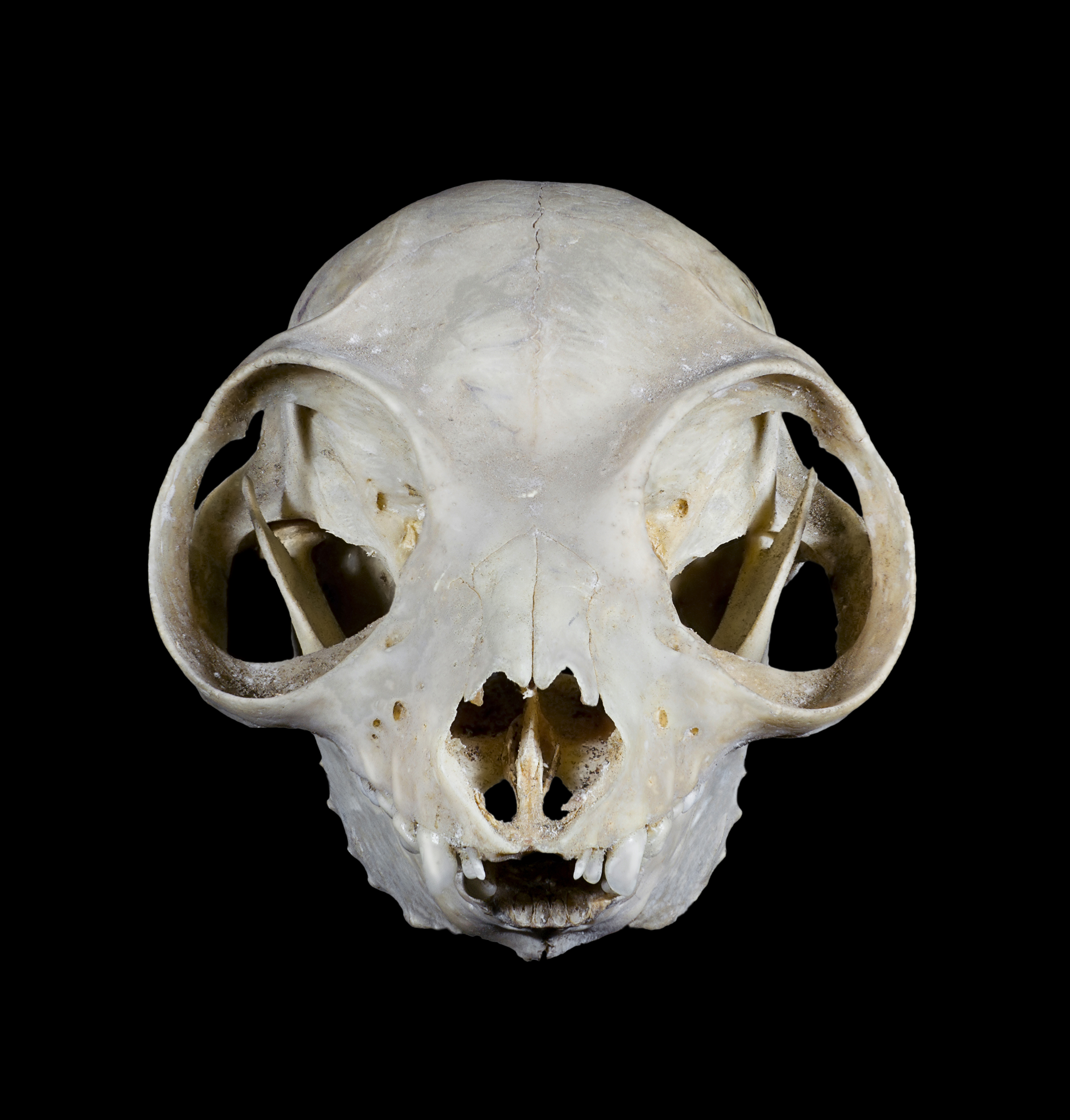
Indri llanós oriental